# Victor Wembanyama
Victor Wembanyama (Le Chesnay, 4 de gener de 2004) és un jugador de bàsquet francès, que pertany a la plantilla dels San Antonio Spurs de l'NBA. L'any 2023 va ser escollit per aquest equip en la primera posició del draft. Amb 2,19 metres d'alçada, juga en la posició d'ala-pivot. És considerat un dels millors jugadors europeus de la seva generació.

## Trajectòria esportiva

### Primers anys
Wembanyama va néixer a la localitat de Le Chesnay, al departament d'Yvelines, França. Va créixer jugant a futbol com a porter i practicant judo. Des dels quatre o cinc anys, Wembanyama també va ser entrenat per jugar a bàsquet per la seva mare, que havia practicat l'esport de jove. Va començar la carrera al seu club local, l'Entente Le Chesnay Versailles, i es va unir al sistema de pedrera del Nanterre 92 als deu anys. Els seus pares van rebutjar ofertes de clubs més importants com l'FC Barcelona i el ASVEL.
Al febrer de 2020, va jugar amb l'equip sub-18 de Nanterre el Torneig de Kaunas, un classificatori per al Torneig Adidas Next Generation (ANGT). El 8 de febrer, Wembanyama va registrar 22 punts, 15 rebots i un rècord del ANGT de 9 taps davant l'equip del Basket Zaragoza. Va fer una mitjana de 15,8 punts, 12 rebots, 2,8 robatoris i 6 taps per partit, liderant el torneig en taps i va acabar sent inclòs en el millor quintet del torneig. Aquella temporada va disputar 13 partits amb l'equip Espoirs (sub-21) de Nanterre i va fer una mitjana de 10,2 punts, 4,8 rebots i 2,8 taps en 20,1 minuts per partit.
El 23 de setembre, Wembanyama va fer el seu debut en la temporada 2020-21 dels Espoirs, registrant 22 punts, 18 rebots, cinc taps i quatre assistències en la victòria per 86-74 sobre l'equip del JL Bourg Basket. Al mes següent va ser assignat al Centre Fédéral de Basket-Ball, equip amateur del INSEP, l'Institut Nacional de l'Esport. Wembanyama va fer el seu debut en Nationale Masculine 1 el 21 d'octubre, registrant 22 punts, 10 rebots i set taps en una victòria per 72-63 sobre STB Le Havre.

### Professional

#### Nanterre 92 (2019-2021)
El 29 d'octubre de 2019, Wembanyama va debutar com a professional amb el Nanterre 92, jugant 31 segons contra el Pallacanestro Brescia en un partit de l'Eurocup. Als 15 anys, nou mesos i 25 dies d'edat, es va convertir en el segon jugador més jove després de Stefan Petković a jugar en aquesta competició. El 23 de setembre de 2020 va fer el seu debut a la LNB Pro A, aconseguint un rebot en quatre minuts contra JL Bourg. El 25 de maig de 2021 va registrar màxims de temporada, amb un doble-doble de 14 punts i 10 rebots en la victòria per 99-87 sobre Orléans Loiret. Wembanyama va ser nomenat Millor Jugador Jove de la Pro A de la temporada 2020-21. Va disputar 18 partits en els quals va fer una mitjana de 6,8 punts, 4,7 rebots i va liderar la lliga en taps amb 1,9 per trobada. Va optar per deixar Nanterre al final d'aquesta.

#### ASVEL (2021–2022)
El 29 de juny de 2021, Wembanyama va signar un contracte de tres anys amb ASVEL de la Pro A. Va ser triat per segon any consecutiu com a millor jugador jove de la lliga, després de fer una mitjana de 8,2 punts i 4,4 rebots per trobada. Al final de la temporada, va cancel·lar el seu contracte amb ASVEL.

#### Metropolitans 92 (2022–2023)
El 30 de juny de 2022, Wembanyama va signar un contracte de dos anys amb el Metropolitans 92 de la Pro A. Arriba fins a la final de la lliga, però cauen derrotats davant l'A.S. Mònaco.

### NBA
El 23 de juny de 2023 va ser escollit en la primera posició del Draft de l'NBA pels San Antonio Spurs.

### Selecció nacional
Ha estat internacional en les categories júnior de la selecció francesa, disputant l'Eurobasket Sub-16 d'Itàlia 2019, on van obtenir la plata, i el Mundial Sub-19 de Letònia 2021, on també van guanyar la plata, en perdre la final davant els Estats Units.